# 11 martie
ianuarie • februarie • martie  • aprilie  • mai  • iunie  • iulie  • august  • septembrie  • octombrie  • noiembrie  • decembrie
11 martie este a 70-a zi a calendarului gregorian și ziua a 71-a în anii bisecți. Mai sunt 295 de zile până la sfârșitul anului.

## Evenimente

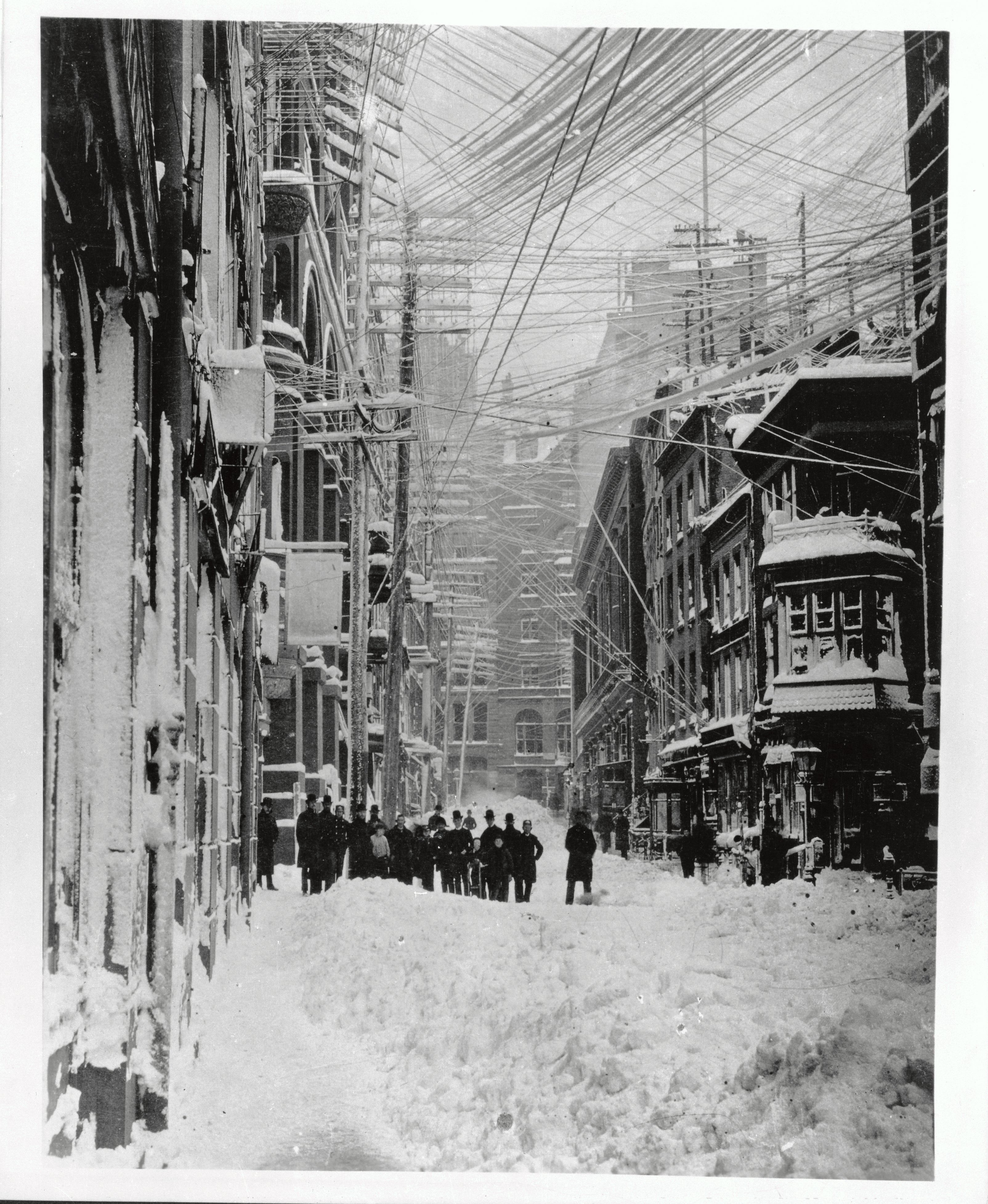
1888: O furtună masivă de zăpadă care durează trei zile și jumătate paralizează costa de est a Statele Unite. La sfârșitul vremii rele se înregistrează aproximativ 400 de decese.

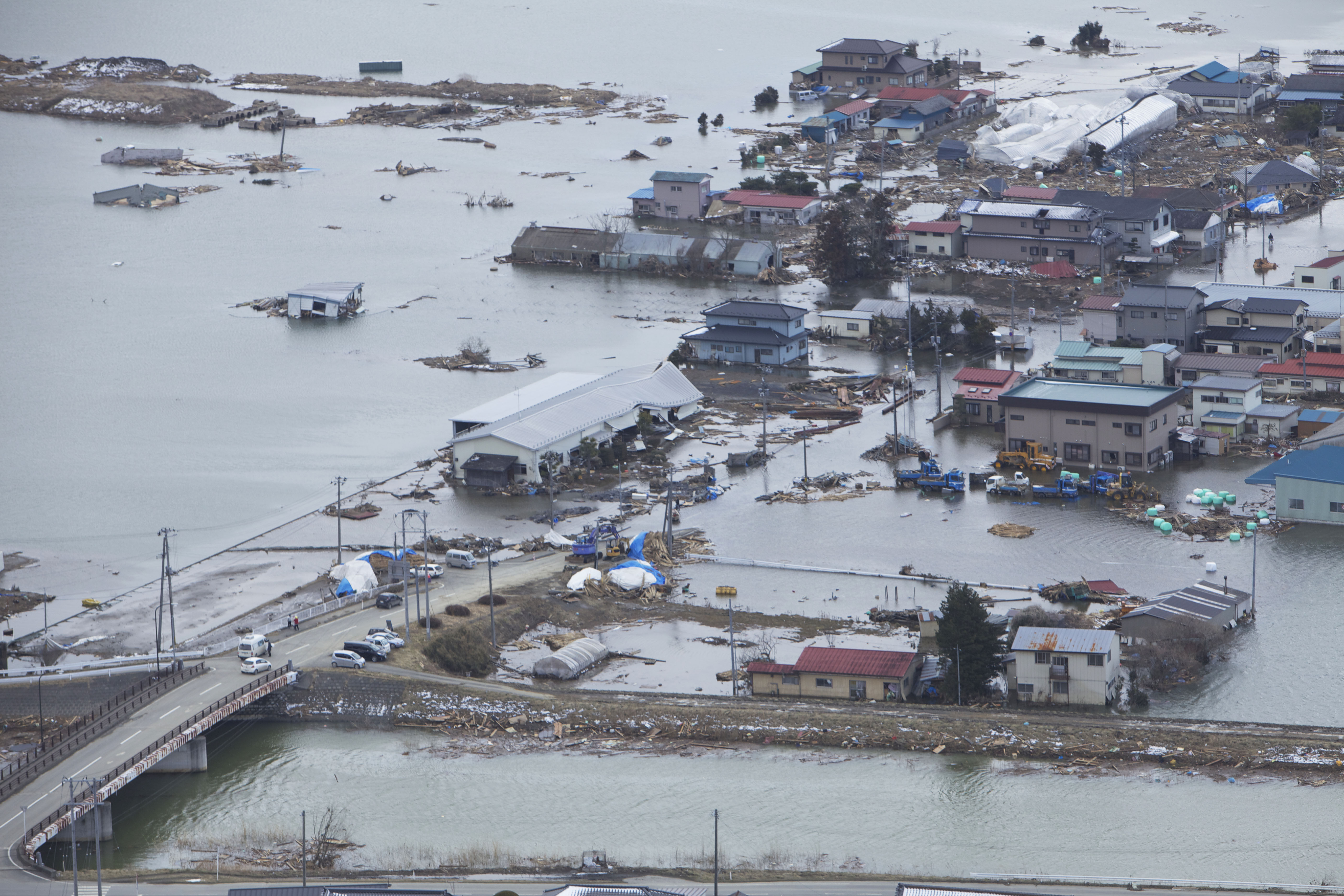
2011: Cutremurul din Tōhoku

- 0222: Împăratul Elagabalus este asasinat, împreună cu mama sa, Julia Soaemias, de Garda pretoriană în timpul unei revolte. Corpurile lor mutilate sunt târâte pe străzile din Roma, înainte de a fi aruncate în Tibru.
- 1513: Leon al X-lea este ales Papă.
- 1851: Premiera operei Rigoletto, de Giuseppe Verdi, la Teatrul La Fenice, din Veneția, Italia.
- 1867: Premiera operei Don Carlos de Giuseppe Verdi, la Opera din Paris.
- 1871: Începe guvernarea cabinetului conservator prezidat de Lascăr Catargiu (marea guvernare conservatoare, până în  4 aprilie 1876), care a pus bazele constituirii partidului politic conservator.
- 1888: O furtună masivă de zăpadă care durează  trei zile și jumătate paralizează costa de est a Statele Unite. La sfârșitul vremii rele se înregistrează aproximativ 400 de decese.
- 1902: Se dă sentința în procesul Caion-Caragiale. Caion este condamnat la 3 luni închisoare, 500 de lei amendă către stat și 10.000 de lei despăgubuiri către Caragiale pentru calomnie, după ce afirmase că drama Năpasta ar fi un plagiat.
- 1954: Prin HCM nr. 337, se desființează coloniile de muncă. Deținuții, cu excepția celor care au slujit interesele burgheziei, fiind eliberați.
- 1985: Comitetul Central al PCUS îl alege pe Mihail Gorbaciov în funcția de Secretar General. Alegerea sa marchează începutul destinderii între Est și Vest. Este debutul pentru perestroika și glasnost.
- 1990: Începe manifestația populară din Piața Operei din Timișoara, la care a fost adoptată, la 12 martie 1990, Proclamația de la Timișoara.
- 1990: Dictatorul chilian Augusto Pinochet a părăsit funcția deținută în acest stat.
- 1990: Parlamentul lituanian, proaspăt ales, a proclamat independența acestui stat față de URSS.
- 1995: Președintele României, Ion Iliescu, a participat la Conferința mondială pentru dezvoltare socială de la Copenhaga.
- 1997: Paul McCartney, fost membru al formației Beatles, este înnobilat de regina Elisabeta a II-a a Marii Britanii.
- 2003: Curtea Penală Internațională este fondată la Haga.
- 2004: Explozii simultane la oră de vârf în patru trenuri madrilene omoară 192 de oameni, printre care și 16 cetățeni români. Pistele conduc spre un atentat terorist al al-Qaida.
- 2011: Un cutremur cu magnitudine 9 grade pe scara Richter și cu epicentrul în Oceanul Pacific, a lovit coasta de est a Japoniei. Cutremurul a fost urmat de tsunami. Evenimentul a declanșat al doilea cel mai mare accident nuclear din istorie, și unul din singurele două evenimente care să fie clasificate ca Nivel 7 pe scară internațională a evenimentelor nucleare.
- 2020: Organizația Mondială a Sănătății declară oficial pandemie de coronavirus. La nivel mondial se înregistrează 4.380 de decese și 121.811 cazuri de infectare în 114 țări.[1]

## Nașteri
- 1544: Torquato Tasso, poet italian (d. 1595)
- 1756: Bernard d'Agesci, pictor francez (d. 1828)
- 1779: Jean-Pierre Granger, pictor francez (d. 1840)
- 1811: Urbain Le Verrier, matematician francez (d. 1877)
- 1843: Harald Høffding, filosof danez (d. 1931)
- 1887: Raoul Walsh, actor și regizor american (d. 1980)
- 1899: Regele Frederick al IX-lea al Danemarcei (d. 1972)
- 1920: Nicolaas Bloembergen, fizician olandez, laureat al Premiului Nobel (d. 2017)
- 1920: Benjamin Ferencz, jurist american, procuror în Procesele de la Nürnberg (d. 2023)

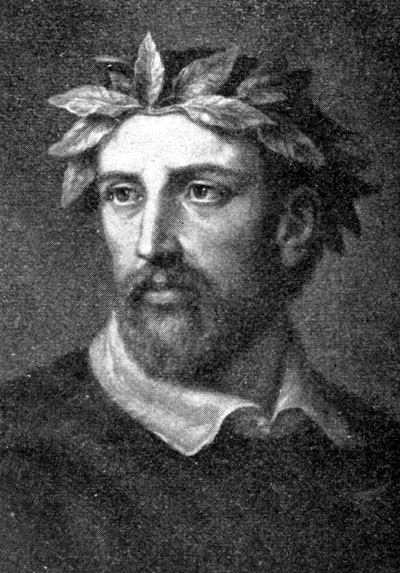
Torquato Tasso, poet italian
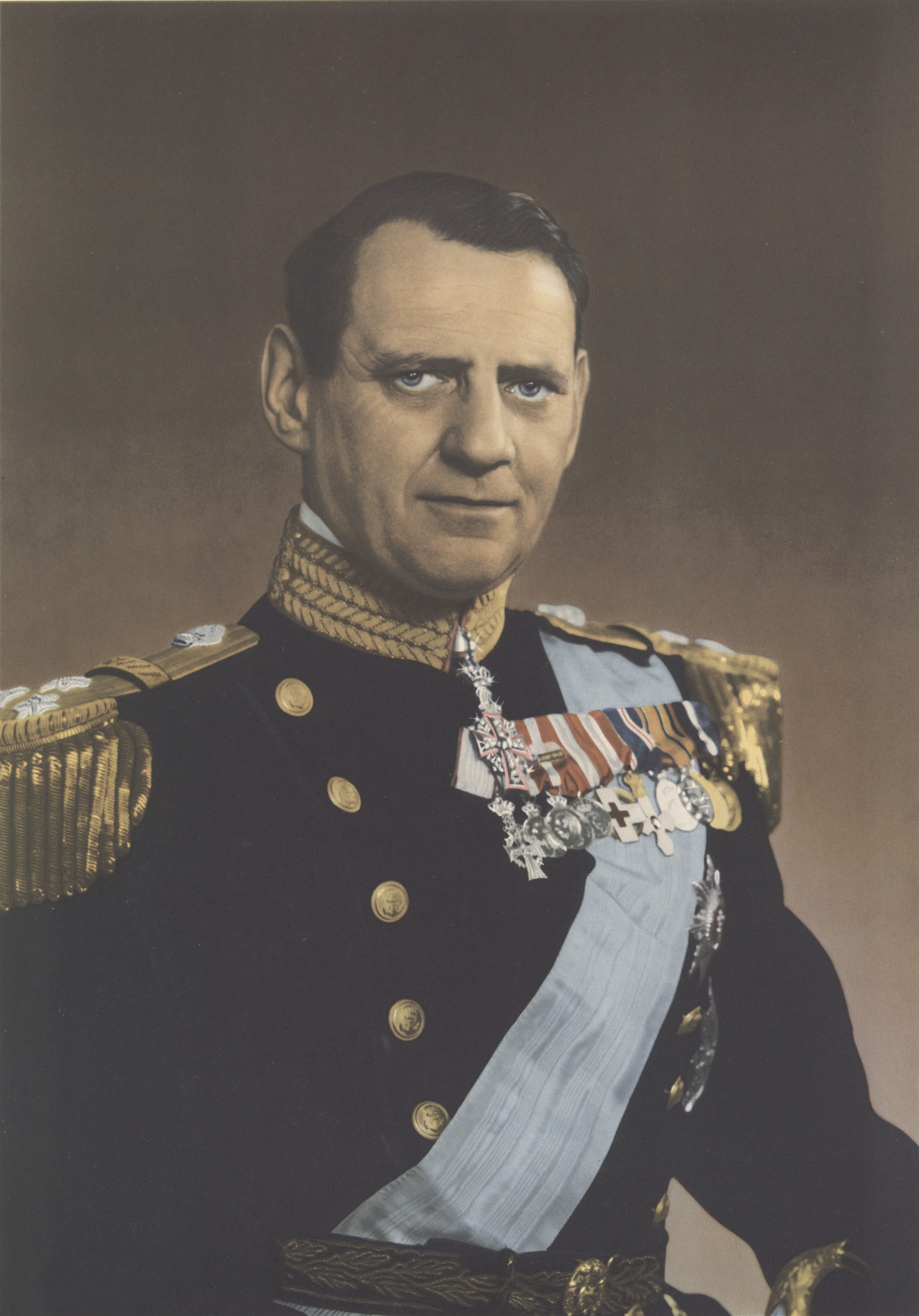
Regele Frederick al IX-lea al Danemarcei
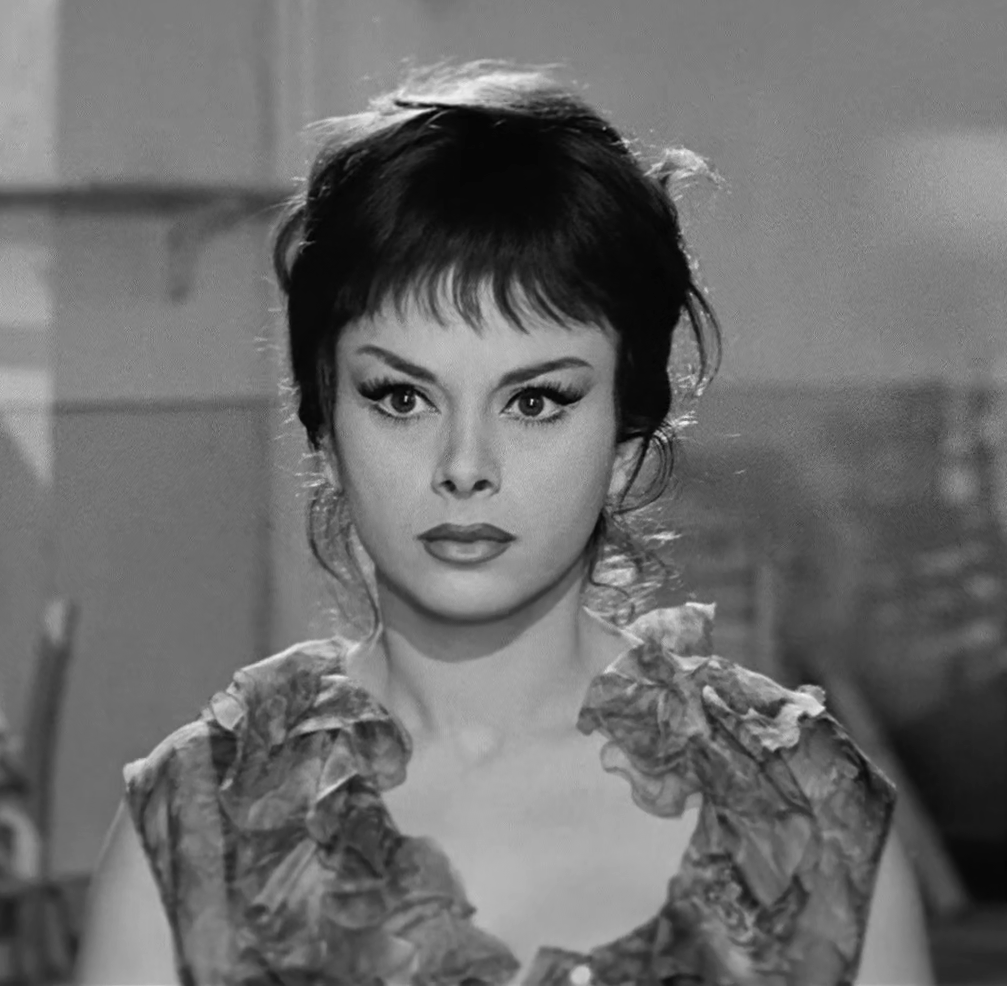
Sandra Milo, actriță italiană

- 1921: Astor Piazzolla, muzician, compozitor și virtuoz instrumentist argentinian (d. 1992)
- 1928: Erzsébet Abaffy, lingvistă și scriitoare maghiară (d. 2023)
- 1931: Ion Besoiu, actor român de teatru și film (d. 2017)
- 1932: Iosif Naghiu, dramaturg român (d. 2003)
- 1933: Sandra Milo, actriță italiană (d. 2024)
- 1952: Douglas Adams, scriitor englez (d. 2001)
- 1952: Larion Serghei, caiacist român
- 1953: Ion Spânu, politician român
- 1953: Mircea Romașcanu, ciclist român
- 1953: Ladislau Bölöni, fotbalist, antrenor român
- 1954: Romică Tomescu, politician român
- 1954: Nicolae Manea, fotbalist, antrenor și conducător de club (d. 2014)
- 1955: D. J. MacHale, scriitor, scenarist, regizor și producător de film
- 1957: Ion Bogdan Lefter, poet, critic și istoric literar român
- 1957: Qasem Soleimani, general-maior iranian (d. 2020)
- 1958: Abdoulaye Idrissa Maïga, politician malian
- 1959: Sergiu Mihail Tofan, politician român (d. 2011)
- 1967: Reka Szabo-Lazăr, floretistă română
- 1969: Marcelino Oreja Arburúa, politician spaniol
- 1969: Terrence Howard, actor american
- 1975: Buvaisar Saitiev, luptător rus de origine cecenă (d. 2025)
- 1989: Anton Yelchin, actor american (d. 2016)

## Decese
- 0222: Elagabalus, împărat roman
- 1908: Edmondo De Amicis, scriitor italian (n. 1846)
- 1916: Florence Baker, exploratoare britanică originară din Transilvania (n. 1841)
- 1948: Ciprian Nika, călugăr franciscan executat în Albania (n. 1900)
- 1955: Alexander Fleming, bacteriolog scoțian, laureat al Premiului Nobel (n. 1881)

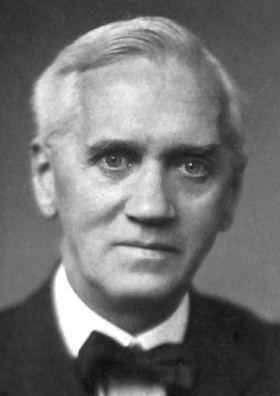
Alexander Fleming, bacteriolog scoțian, laureat Nobel
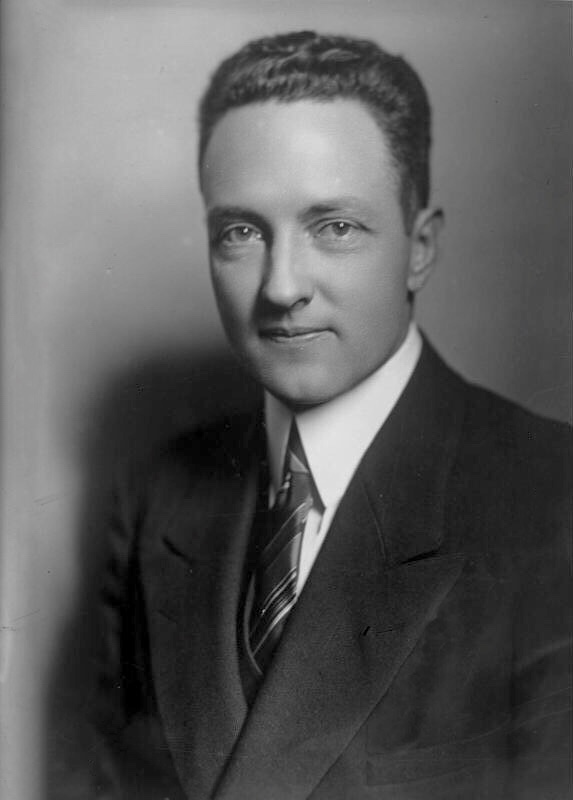
Richard Byrd, ofițer american de marină, specializat în explorări
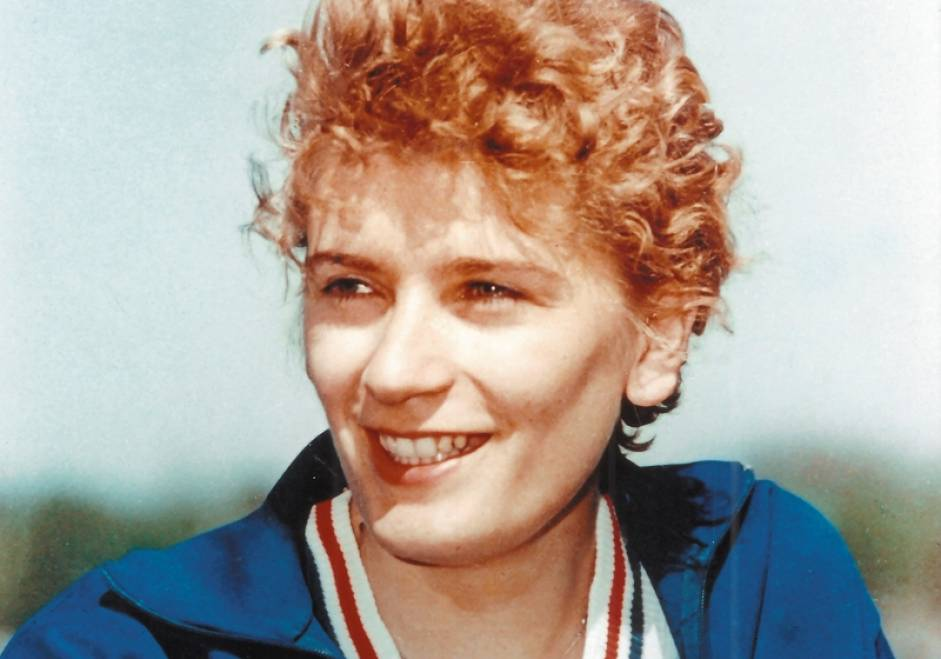
Iolanda Balaș, atletă olimpică română

- 1957: Richard Byrd, ofițer american de marină, specializat în explorări (n. 1882)
- 1963: Ignat Bednarik, pictor, desenator (n. 1882)
- 1972: John Spencer-Churchill, al 10-lea Duce de Marlborough (n. 1897)
- 1975: Eugen Bădărău, fizician român (n. 1887)
- 1987: Ioan Coman, bizantinolog, teolog, profesor (n. 1902)
- 1988: Harry Brauner, etnomuzicolog și compozitor (n. 1908)
- 1993: Dan Simonescu, bibliolog, istoric și critic al literaturii române vechi (n. 1902)
- 1996: Jean Rânzescu, regizor al teatrului de operă (n. 1909)
- 1997: Radu Negru, critic de artă, eseist (n. 1933)
- 2000: Victor Tufescu, geograf român (n. 1908)
- 2001: Zahu Pană, poet și ziarist sârb de naționalitate aromână (n. 1921)
- 2002: James Tobin, economist american, laureat Nobel (n. 1918)
- 2005: Mircea Dumitrescu, critic de film și eseist (n. 1926)
- 2006: Slobodan Milošević, președinte al Serbiei și al Republicii Federale Iugoslavia (n. 1941)
- 2008: Akemi Negishi, actriță japoneză (n. 1934)
- 2014: Doru Tureanu, sportiv român (n. 1954)
- 2016: Iolanda Balaș, atletă olimpică română (n. 1936)
- 2016: Keith Emerson, muzician și textier american (Emerson, Lake & Palmer) (n. 1944)
- 2018: Geta Caragiu, sculptoriță română (n. 1929)
- 2020: Lucian Bolcaș, avocat și politician român  (n. 1942)
- 2022: Rupiah Banda, politican zambian, al 4-lea președinte al Republicii Zambia (2008–2011) (n. 1937)
- 2022: Andrei Kolesnikov, general-maior rus (n. 1977)

## Sărbători
- Ziua Europeană a Victimelor Terorismului